# Emánuel
Az Emánuel férfinév a héber Immanuél (עמָּנוּאֵל Immánúél) névből ered. Jelentése: „velünk az Isten”. Női párja: Emanuéla.

## Rokon nevek
- Immánuel:[1] az Emánuelnek a héber eredetihez közelebb álló alakja.[4]
- Mánuel:[1] az Emánuel rövidülése.[5]
- Manó:[1] a Mánuel név régi magyar beceneve.[6] Az Emanuel magyarosított formája Ballagi Mór 1857-ben kiadott szótárában szerepel először.[7]
- Mendel:[1] az Emánuel német megfelelőjének a beceneve.[8]

## Gyakorisága
Az 1990-es években az Emánuel, Immánuel, Mánuel, Manó és Mendel szórványos nevek voltak, a 2000-es években nem szerepelnek a 100 leggyakoribb férfinév között.

## Névnapok
Emánuel, Immánuel, Mánuel, Manó, Mendel:
- március 26.[2][4][5][6][8]

## Más nyelvű megfelelői
- Angol: Emanuel, Emmanuel, Immanuel, Man
- Cseh, horvát, lengyel, román, spanyol, svéd: Emanuel
- Finn, német: Immanuel
- Francia, holland: Emmanuel
- Görög: Emmanuil (Εμμανουήλ)
- Izlandi: Emmanúel
- Litván: Emanuelis
- Orosz: Emmanuil, Immanuil (Эммануил, Иммануил)
- Portugál: Manuel
- Román: Manuil, Emanuil, Emanoil

## Híres Emánuelek, Immánuelek, Mánuelek, Manók és Mendelek

### Emánuelek, Immánuelek
- I. Viktor Emánuel szárd–piemonti király
- II. Viktor Emánuel olasz király, Olaszország első királya
- III. Viktor Emánuel olasz király
- Kaminer Manó filmrendező 1886-ban született Budapesten. 17 éves korában elszökött otthonról, Kertész Mihályra változtatta nevét, és színésznek kezdett tanulni. Dániában kezdett el rendezőként dolgozni, majd 1926-ban az USA-ba emigrált és Michael Curtiz-re angolosította nevét. Hollywoodi karrierje során több mint 100 filmet készített, és világszerte ismertté vált. Legismertebb filmje a Casablanca, amiért el is nyerte a legjobb rendezőnek járó Oscar-díjat. https://hu.wikipedia.org/wiki/Kert%C3%A9sz_Mih%C3%A1ly
- Korompay Emánuel magyar nyelvész, mártír
- Petrasovszky Emmanuel festőművész, művészettörténész
- Immanuel Kant német filozófus
- Immanuel Nobel svéd mérnök, építész, feltaláló, gyáros, Alfred Nobel atyja
- Emanuel Lasker német matematikus és sakkozó
- Emmanuel H. A. Made dél-afrikai költő
- Man Ray (Emmanuel Radnitzky) amerikai fotográfus
- Emanuel Swedenborg svéd filozófus
- Lőw Immánuel magyar orientalista
- Gödöllei Emánuel énekes dalszerző

### Mendelek
- Mendele Mojhér Szforim (1835–1917) oroszországi zsidó író, a modern jiddis irodalom atyja
- Menachem Mendel Schneerson (1902–1994) zsidó rabbi

### Mánuelek
- I. Mánuel portugál király
- I. Mánuel Komnénosz bizánci császár
- Manuel Neuer világbajnok német labdarúgó

### Manók
- Andrássy Manó autodidakta festőművész, karikaturista, műgyűjtő
- Baldacci Manó honvéd tábornok
- Balla Manó orvos
- Balta Manó orvos
- Baruch Manó orvos
- Beke Manó matematikus
- Buchinger Manó könyvkötőmunkás, szakszervezeti vezető, politikus
- Csáky Manó valódi belső titkos tanácsos, szepesi főispán
- Gozsdu Manó magyarországi román politikus
- Kertész Manó nyelvész
- Kogutowicz Manó geográfus
- Mai Manó fotográfus
- Széchényi Manó miniszter, diplomata
- Péchy Manó magyar főispán, kamarás, erdélyi kormánybiztos
- Szaplonczay Manó Somogy vármegye tisztifőorvosa